# 佐々木桂
佐々木 桂（ささき かつら、男性、2月23日 - ）は、日本の詩人、エッセイスト、ライターである。

## 来歴
秋田県雄勝郡東成瀬村出身。秋田県立横手高等学校卒業後、成蹊大学文学部を卒業。
学生時代から働いていたIVSテレビ制作に籍を置く。その後、リクルート（現在の株式会社リクルートホールディングス）に入社し、創刊したばかりの『フロム・エー』編集部に所属した。
1988年にライターとして独立。雑誌・単行本の執筆・編集及びパブリシティ、パンフレット等の制作に携わると同時に、ライタープロダクションを立ち上げる。
リクルート社発行の『じゃらん』、『ガテン』、『ゼクシィ』、角川書店の『東京ウォーカー』、祥伝社の『Boon』の雑誌創刊に参画した。
ライター、エッセイスト、詩人（潮流詩派 - 主宰・村田正夫）として文筆活動を行っている。エッセイストとしては、朝日新聞で「サボリスト入門」、『週刊朝日』で「美し国、旨し米」、秋田魁新報で「遠い風近い風」等の随筆を連載した。
2021年、東京オリンピック2020にて秋田県湯沢市の聖火ランナーを務め、横手市担当の壇蜜へ聖火を繋げた。

## 著書
- 『監督たけし』（太田出版、1989年7月6日）
- 『現実逃避マニュアル』（光栄、1997年3月20日）
- 『キューケイくん』（情報センター出版局、2001年10月8日）
- 『缶詰パラダイス』（碧天舎、2002年7月20日）

## 連載
- 『サボリスト入門』朝日新聞（2003年4月 - 2005年3月）
- 『遠い風近い風』秋田魁新報（2004年4月 - 2018年8月現在連載中 ）
- 『美し国、旨し米』週刊朝日（2015年4月 - 2016年3月）

## 詩集
- 『東成瀬村岩井川字村中25』（本の森、2002年11月20日）
- 『いつもそばにいるよ』絵本詩集（発行・CISC出版／発売・サンクチュアリ出版、2004年6月23日）